# STS-133
STS-133 var en flygning i USA:s rymdfärjeprogram.  Flygningen gick till Internationella rymdstationen ISS. Flygningen utfördes med rymdfärjan Discovery. Starten skedde 24 februari 2011. Uppdraget blev försenat då sprickor hade upptäckts i den externa bränsletanken, och dessa skulle lagas samt analyseras innan man kan göra en säker uppskjutning. Lasten bestod av en ExPRESS Logistics Carrier och modulen Leonardo. Uppdraget blev Discoverys sista uppdrag. Landningen skedde den 9 mars 2011.  Hon avslutade därmed sin 39:e rymdresa och tillbringade sammanlagt 365 dagar i rymden under sin livstid.
Den 19 januari meddelade NASA att Stephen G. Bowen ersatte Timothy L. Kopra under flygningen, då Kopra skadat sig i en cykelolycka och inte skulle hinna bli återställd innan start. Bowen skulle därefter vara den enda astronaut som efter Columbiahaveriet hade flugit två uppdrag direkt efter varandra.

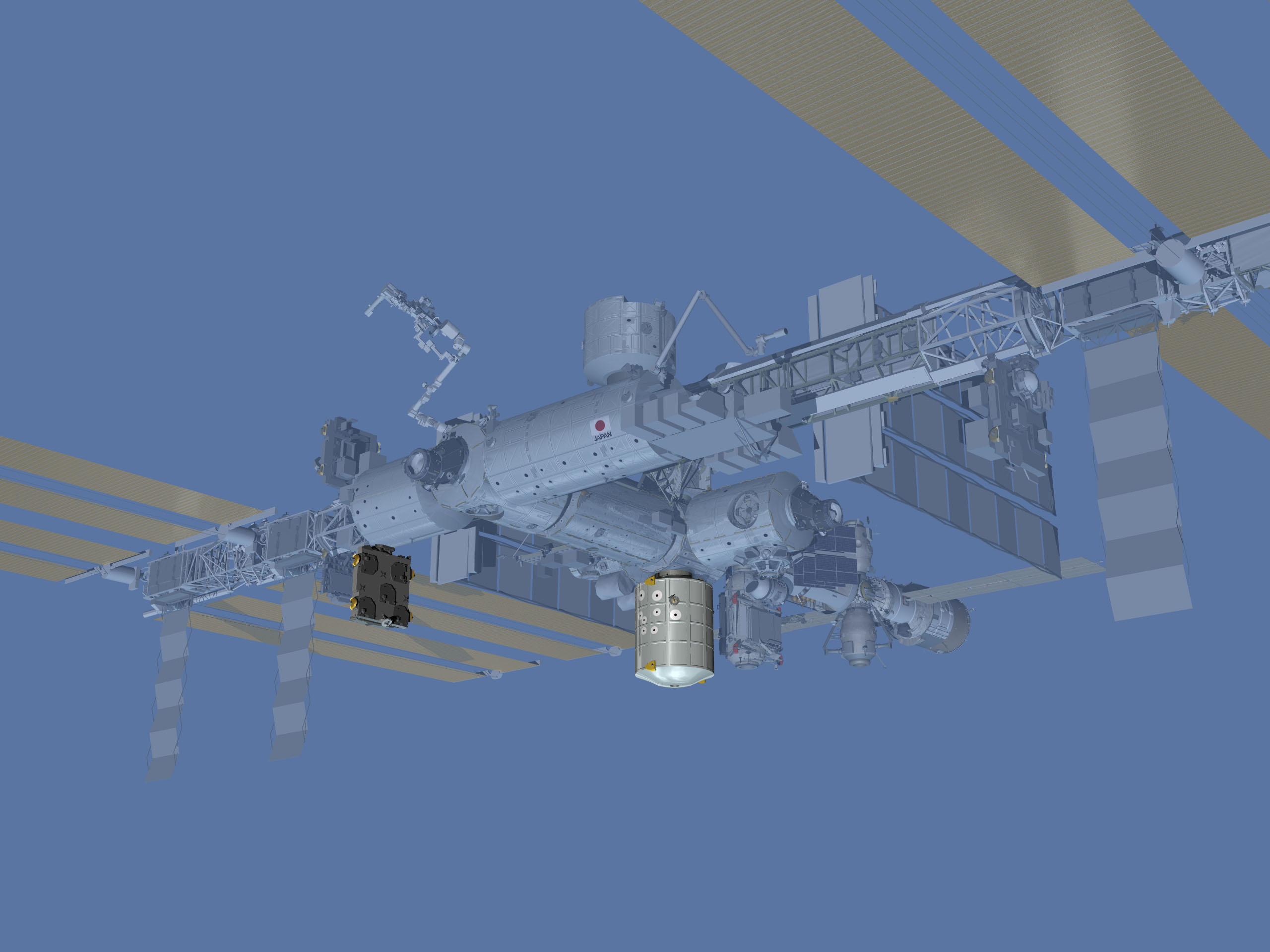
ISS efter installationen av Leonardo och ELC 4

## Aktiviteter

### Innan uppskjutning
Den 8 september 2010 rullade Discovery över från sin hangar till Vehicle Assembly Building, VAB, för sista gången, detta uppmärksammades stort då flera stopp gjordes för att personal kunde ta fotografier av rymdfärjan. Discovery blev sedan monterad på sin bränsletank och rullade ut till startplatta 39A den 21 september.
Den 23 december rullade Discovery tillbaka till VAB för att teknikerna lättare skulle kunna undersöka och laga sprickorna på den externa bränsletanken. Enligt plan rullade Discovery den 1 februari återigen ut till startplatta 39A.

### Aktiviteter dag för dag
Dag 1: Discovery med besättning lyfte för sista gången från Kennedy Space Center kl. 22.53 svensk tid. Den 8 minuter långa färden till omloppsbana gick utan problem och besättningen gjorde därefter om Discovery till ett hem för de följande 11 dagarna. Lastrumsdörrarna öppnades och man förberedde för kontroll av värmesköldarna på Discoverys nos, undersida och vingar.
Dag 2: Besättningen undersökte färjans värmesköldar med hjälp av robotarmen och de första testerna visade att Discovery inte skadats. Man förberedde även inför dockningen med ISS.
Dag 3: Discovery dockade med ISS kl. 20.14 svensk tid. När färjan befann sig under ISS genomförde befälhavare Steve Lindsey en bakåtflip så besättningen på ISS kunde ta fotografier av Discoverys undersida. Efter att läcktester genomförts kunde luckorna mellan farkosterna öppnas och de båda besättningarna träffas.
Dag 4: Besättningarna påbörjade överföringsarbetet av material farkosterna emellan. Installation av fraktmodulen från Discoverys lastutrymme utfördes och EVA1 förbereddes.
Dag 5: Den första rymdpromenaden utfördes utan några större problem. Övriga besättningen hjälpte till med rymdpromenaden från insidan, samt att de fortsatte med överföringsarbetet.
Dag 6: Fraktmodulen Leonardo dockades med ISS och installerades på sin fasta plats. Leonardo lämnades kvar på ISS då stationen behöver allt extra utrymme som finns ledigt. EVA2 förbereddes.
Dag 7: Den andra rymdpromenaden utfördes även den utan några större problem. Besättningen fortsatte med installationen av Leonardo.
Dag 8: Överföringsarbetet fortskred såväl från Discovery till ISS som från Leonardo till ISS. Besättningen fick även en hel del av tiden ledig.
Dag 9: Besättningen packade ihop rymdpromenadsutrustningen och genomförde några presskonferenser med media. Överföringsarbetet fortsatte.
Dag 10: Arbetet med att inreda Leonardo fortsatte och de sista överföringarna gjordes.
Dag 11: Sista arbetet med Leonardo slutfördes och utdockningen förbereddes. Presskonferens med media hölls och besättningarna hade sin sista måltid tillsammans.
Dag 12: Discovery dockade ut från ISS en sista gång kl. 13.03 svensk tid. Efter utdockningen flög pilot Eric Boe Discovery ett varv runt stationen för att ta bilder. Besättningen utförde även den sista kontrollen av färjans värmesköldar och dessa godkändes för landning.
Dag 13: Förberedelser inför landningen, med att plocka fram stolarna och göra om Discovery till en landningsfarkost. Man kontrollerade även alla system samt hade en sista presskonferens.
Dag 14: Discovery landade kl. 17.57 svensk tid, landningen var Discoverys sista och hon gjorde 39 resor till rymden och sammanlagt 365 dagar i rymden under sin livstid.

## Besättning
- USA Steven W. Lindsey befälhavare. Tidigare rymdfärder STS-87, STS-95, STS-104, STS-121
- USA Eric A. Boe pilot. Tidigare rymdfärder STS-126
- USA Benjamin Alvin Drew uppdragsspecialist. Tidigare rymdfärder STS-118
- USA Michael R. Barratt uppdragsspecialist. Tidigare rymdfärder Expedition 20
- USA Stephen G. Bowen uppdragsspecialist. Tidigare rymdfärder STS-126, STS-132
- USA Nicole P. Stott uppdragsspecialist. Tidigare rymdfärder Expedition 20

## Väckningar
Under Geminiprogrammet började NASA spela musik för besättningar och sedan Apollo 15 har man varje "morgon" väckt besättningen med ett särskilt musikstycke, särskilt utvalt antingen för en enskild astronaut eller för de förhållanden som råder.
| Dag | Låt                                     | Artist/Kompositör              | Spelad för         | Länk     |
| --- | --------------------------------------- | ------------------------------ | ------------------ | -------- |
| 2   | "Through Heaven's Eyes"                 | Brian Stokes Mitchell          | Michael R. Barratt | WAV, MP3 |
| 3   | "Woody's Roundup"                       | Riders in the Sky              | Alvin Drew         | WAV, MP3 |
| 4   | "Java Jive"                             | The Manhattan Transfer         | Steven Lindsey     | WAV, MP3 |
| 5   | "Oh What a Beautiful Morning"           | Davy Knowles & Back Door Slam  | Nicole P. Stott    | WAV, MP3 |
| 6   | "Happy Together"                        | The Turtles                    | Stephen G. Bowen   | WAV, MP3 |
| 7   | "The Speed of Sound"                    | Coldplay                       | Eric A. Boe        | WAV, MP3 |
| 8   | "City of Blinding Lights"               | U2                             | hela besättningen  | WAV, MP3 |
| 9   | "The Ritual/Ancient Battle/2nd Kroykah" | Gerald Fried                   | hela besättningen  | WAV, MP3 |
| 10  | "Ohio (Come Back to Texas)"             | Bowling for Soup               | hela besättningen  | WAV, MP3 |
| 11  | "Spaceship Superstar"                   | Prism                          | hela besättningen  | WAV, MP3 |
| 12  | Theme to "Star Trek"                    | Alexander Courage              | hela besättningen  | WAV, MP3 |
| 13  | "Blue Sky" (Live)                       | Big Head Todd and the Monsters | hela besättningen  | WAV, MP3 |
| 14  | "Coming Home"                           | Gwyneth Paltrow                | hela besättningen  | WAV, MP3 |